# Прощай, Эри
«Прощай, Эри» (яп. さよなら絵梨 саёнара Эри) — японская веб-манга, написанная и проиллюстрированная Тацуки Фудзимото. Она была опубликована на веб-сайте Shōnen Jump+ в апреле 2022 года и появилась в печатном виде в июле 2022 года.

## Сюжет
Юта Ито получает на день рождения смартфон. Вскоре после того, как он открыл свой подарок, неизлечимо больная мать Юты поручает ему снять её на видео и создать о ней фильм, когда она умрёт. После её смерти Юта устраивает премьеру фильма в своей школе, но его решение закончить фильм побегом из взорвавшейся больницы было встречено резкими насмешками. Подвергаемый травле и остракизм, Юта решает покончить с собой, спрыгнув с крыши больницы, где лежала его мать. Его останавливает девушка по имени Эри, которая признаётся, что ей действительно понравился его фильм, и уговаривает его снять ещё один. Они вдвоём работают вместе, чтобы воплотить задуманное в жизнь, чередуя съёмки с показом различных фильмов для вдохновения и обучения. Они решают сделать полудокументальный автобиографический фильм, но с различными преувеличениями и элементами фантастики, наиболее заметной из которых является идея о том, что Эри — вампир.
Со временем Юта и Эри становятся всё ближе, пока Эри не теряет сознание, когда они вдвоём играют на пляже. Выясняется, что Эри тоже неизлечимо больна, как и мать Юты. Подавленный Юта не хочет продолжать работу над фильмом. Однако отец Юты подбадривает и поощряет его двигаться вперёд. После этой сцены читателям повевствуют, что мать Юты на самом деле жестоко обращалась со своим сыном и мужем. Фильм, который она поручила Юте снять, был попыткой либо извлечь выгоду из болезни, если она выживет, либо увековечить её память в положительном свете, если она умрет.
Юта и Эри заканчивают работу над своим фильмом незадолго до смерти Эри. Юта показывает свой новый фильм, который на этот раз был встречен с похвалой. Позже Юта сталкивается с одной из подруг Эри, и они оба признают, что Эри не была той идеализированной версией, которую Юта снял и отредактировал для их фильма, но оба соглашаются, что предпочитают вспоминать общую подругу именно такой.
С тех пор Юта проводит время, балансируя между своей обычной жизнью и навязчивой идеей переснять фильм Эри. Годы спустя взрослый Юта переживает потерю жены, ребёнка и отца в автомобильной катастрофе. Потеряв волю к жизни, Юта решил ещё раз совершить попытку самоубийства в кинозале, где они с Эри смотрели много фильмов. Придя туда, Юта обнаруживает всё ещё живую и молодую Эри. Эри рассказывает, что она на самом деле вампир, которая постоянно теряет память от циклов постоянной смерти мозга на протяжении всей своей вечной жизни. Эри из прошлой жизни оставила конкретные инструкции для своих будущих воплощений, а также фильм, который они с Ютой сняли, чтобы она запомнила его навсегда и знала, каким человеком ей следует стремиться стать. Обретя волю к жизни, Юта прощается с Эри и уходит. Позади него здание, в котором располагался кинозал, взрывается, как в финале его фильма о матери.

## Публикация
4 февраля 2022 года Сихэй Лин, редактор Shueisha, объявил, что Тацуки Фудзимото напишет 200-страничный ваншот, который будет опубликован на сайте Shōnen Jump+ 11 апреля 2022 года. Манга была опубликована в виде танкобона 4 июля 2022 года.
Viz Media и Manga Plus опубликовали мангу одновременно с японским релизом. Танкобон был выпущен Viz Media 27 июня 2023 года.
Издательство «Азбука» сообщило, что лицензировало мангу, она была выпущена на русском языке в декабре 2024 года.

## Отзывы и награды
За день после выхода манга набрала более 2,2 миллионов просмотров на сайте Shōnen Jump+. Она заняла второе место в Kono Manga ga Sugoi! за 2023 год в списке «Лучшая манги для мужской аудитории». Она заняла шестое место в рейтинге «Лучшая манга 2023 года» по версии журнала Freestyle. В 2023 году она заняла седьмое место в 16-м рейтинге «Манга Тайсё», а также номинирована на премию Харви в категории «Лучшая манга». В 2024 году она также была номинирован на премию Айснера в категории «Лучшее международное издание манги в США и Азии».
Ади Тантимед из Bleeding Cool похвалил сюжет и персонажей, назвав «Прощай, Эри» одним из лучших комиксов 2022 года. Тайра из Animate Times похвалила сюжет и оформление, особо отметив разделение на панели и другие эффекты.